# Tournoi d'Afrique du Sud de rugby à sept 2018
Navigation
2017 2019
Le Tournoi d'Afrique du Sud de rugby à sept 2018 (Anglais : South Africa rugby sevens 2018) est la deuxième étape de la saison 2018-2019 du World Rugby Sevens Series. Elle se déroule les 8 et 9 décembre 2018 au Cape Town Stadium au Cap, en Afrique du Sud. L'équipe des Fidji remporte le tournoi en battant les États-Unis en finale 29-15.

## Équipes participantes
Seize équipes participent au tournoi (quinze équipes qualifiées d'office plus une invitée) :
- Afrique du Sud
- Angleterre
- Argentine
- Australie
- Canada
- Écosse
- Espagne
- États-Unis
- France
- Fidji
- Pays de Galles
- Japon
- Kenya
- Nouvelle-Zélande
- Samoa
- Zimbabwe (invitée)

## Phase de poules
Rencontres et classements de la phase de poules.
| Légende | Légende                                 |
| ------- | --------------------------------------- |
|         | Qualifiées en quart de finale de la Cup |

### Poule A
| Rang | Pays             | J | V | N | D | Pm | Pe  | Diff | Pts |
| ---- | ---------------- | - | - | - | - | -- | --- | ---- | --- |
| 1    | Afrique du Sud   | 3 | 2 | 0 | 1 | 86 | 38  | +48  | 7   |
| 2    | Nouvelle-Zélande | 3 | 2 | 0 | 1 | 78 | 42  | +36  | 7   |
| 3    | Samoa            | 3 | 2 | 0 | 1 | 66 | 51  | +15  | 7   |
| 4    | Zimbabwe         | 2 | 0 | 0 | 2 | 12 | 111 | -99  | 3   |

| 8 décembre 2018 11 h 27 UTC+02:00 | Afrique du Sud | 22 - 12 (10-7) | Samoa | Cape Town Stadium, Le Cap |
| 8 décembre 2018 11 h 27 UTC+02:00 |                |                |       | Cape Town Stadium, Le Cap |
| 8 décembre 2018 11 h 27 UTC+02:00 |                |                |       | Cape Town Stadium, Le Cap |

| 8 décembre 2018 11 h 49 UTC+02:00 | Nouvelle-Zélande | 35 - 0 (7-0) | Zimbabwe | Cape Town Stadium, Le Cap |
| 8 décembre 2018 11 h 49 UTC+02:00 |                  |              |          | Cape Town Stadium, Le Cap |
| 8 décembre 2018 11 h 49 UTC+02:00 |                  |              |          | Cape Town Stadium, Le Cap |

| 8 décembre 2018 14 h 48 UTC+02:00 | Afrique du Sud | 43 - 0 (26-0) | Zimbabwe | Cape Town Stadium, Le Cap |
| 8 décembre 2018 14 h 48 UTC+02:00 |                |               |          | Cape Town Stadium, Le Cap |
| 8 décembre 2018 14 h 48 UTC+02:00 |                |               |          | Cape Town Stadium, Le Cap |

| 8 décembre 2018 15 h 10 UTC+02:00 | Nouvelle-Zélande | 17 - 21 (12-7) | Samoa | Cape Town Stadium, Le Cap |
| 8 décembre 2018 15 h 10 UTC+02:00 |                  |                |       | Cape Town Stadium, Le Cap |
| 8 décembre 2018 15 h 10 UTC+02:00 |                  |                |       | Cape Town Stadium, Le Cap |

| 8 décembre 2018 18 h 34 UTC+02:00 | Samoa | 33 - 12 (19-7) | Zimbabwe | Cape Town Stadium, Le Cap |
| 8 décembre 2018 18 h 34 UTC+02:00 |       |                |          | Cape Town Stadium, Le Cap |
| 8 décembre 2018 18 h 34 UTC+02:00 |       |                |          | Cape Town Stadium, Le Cap |

| 8 décembre 2018 18 h 56 UTC+02:00 | Nouvelle-Zélande | 26 - 21 (14-7) | Afrique du Sud | Cape Town Stadium, Le Cap |
| 8 décembre 2018 18 h 56 UTC+02:00 |                  |                |                | Cape Town Stadium, Le Cap |
| 8 décembre 2018 18 h 56 UTC+02:00 |                  |                |                | Cape Town Stadium, Le Cap |

### Poule B
| Rang | Pays       | J | V | N | D | Pm  | Pe  | Diff | Pts |
| ---- | ---------- | - | - | - | - | --- | --- | ---- | --- |
| 1    | États-Unis | 3 | 3 | 0 | 0 | 123 | 31  | +92  | 9   |
| 2    | Espagne    | 3 | 2 | 0 | 1 | 104 | 50  | +54  | 7   |
| 3    | Argentine  | 3 | 1 | 0 | 2 | 61  | 73  | -12  | 5   |
| 4    | Japon      | 3 | 0 | 0 | 3 | 7   | 141 | -134 | 3   |

| 8 décembre 2018 10 h 43 UTC+02:00 | Argentine | 12 - 35 (12-7) | Espagne | Cape Town Stadium, Le Cap |
| 8 décembre 2018 10 h 43 UTC+02:00 |           |                |         | Cape Town Stadium, Le Cap |
| 8 décembre 2018 10 h 43 UTC+02:00 |           |                |         | Cape Town Stadium, Le Cap |

| 8 décembre 2018 11 h 05 UTC+02:00 | États-Unis | 54 - 0 (35-0) | Japon | Cape Town Stadium, Le Cap |
| 8 décembre 2018 11 h 05 UTC+02:00 |            |               |       | Cape Town Stadium, Le Cap |
| 8 décembre 2018 11 h 05 UTC+02:00 |            |               |       | Cape Town Stadium, Le Cap |

| 8 décembre 2018 14 h 04 UTC+02:00 | Argentine | 35 - 7 (21-0) | Japon | Cape Town Stadium, Le Cap |
| 8 décembre 2018 14 h 04 UTC+02:00 |           |               |       | Cape Town Stadium, Le Cap |
| 8 décembre 2018 14 h 04 UTC+02:00 |           |               |       | Cape Town Stadium, Le Cap |

| 8 décembre 2018 14 h 26 UTC+02:00 | États-Unis | 38 - 17 (14-12) | Espagne | Cape Town Stadium, Le Cap |
| 8 décembre 2018 14 h 26 UTC+02:00 |            |                 |         | Cape Town Stadium, Le Cap |
| 8 décembre 2018 14 h 26 UTC+02:00 |            |                 |         | Cape Town Stadium, Le Cap |

| 8 décembre 2018 17 h 50 UTC+02:00 | Espagne | 52 - 0 (33-0) | Japon | Cape Town Stadium, Le Cap |
| 8 décembre 2018 17 h 50 UTC+02:00 |         |               |       | Cape Town Stadium, Le Cap |
| 8 décembre 2018 17 h 50 UTC+02:00 |         |               |       | Cape Town Stadium, Le Cap |

| 8 décembre 2018 18 h 12 UTC+02:00 | États-Unis | 31 - 14 (7-14) | Argentine | Cape Town Stadium, Le Cap |
| 8 décembre 2018 18 h 12 UTC+02:00 |            |                |           | Cape Town Stadium, Le Cap |
| 8 décembre 2018 18 h 12 UTC+02:00 |            |                |           | Cape Town Stadium, Le Cap |

### Poule C
| Rang | Pays       | J | V | N | D | Pm  | Pe | Diff | Pts |
| ---- | ---------- | - | - | - | - | --- | -- | ---- | --- |
| 1    | Fidji      | 3 | 3 | 0 | 0 | 109 | 26 | +83  | 9   |
| 2    | Angleterre | 3 | 2 | 0 | 1 | 74  | 45 | +29  | 7   |
| 3    | France     | 3 | 1 | 0 | 2 | 31  | 88 | -57  | 5   |
| 4    | Kenya      | 3 | 0 | 0 | 3 | 31  | 86 | -55  | 3   |

| 8 décembre 2018 09 h 59 UTC+02:00 | Fidji | 50 - 0 (21-0) | France | Cape Town Stadium, Le Cap |
| 8 décembre 2018 09 h 59 UTC+02:00 |       |               |        | Cape Town Stadium, Le Cap |
| 8 décembre 2018 09 h 59 UTC+02:00 |       |               |        | Cape Town Stadium, Le Cap |

| 8 décembre 2018 10 h 21 UTC+02:00 | Angleterre | 29 - 12 (12-7) | Kenya | Cape Town Stadium, Le Cap |
| 8 décembre 2018 10 h 21 UTC+02:00 |            |                |       | Cape Town Stadium, Le Cap |
| 8 décembre 2018 10 h 21 UTC+02:00 |            |                |       | Cape Town Stadium, Le Cap |

| 8 décembre 2018 13 h 20 UTC+02:00 | Fidji | 38 - 7 (24-0) | Kenya | Cape Town Stadium, Le Cap |
| 8 décembre 2018 13 h 20 UTC+02:00 |       |               |       | Cape Town Stadium, Le Cap |
| 8 décembre 2018 13 h 20 UTC+02:00 |       |               |       | Cape Town Stadium, Le Cap |

| 8 décembre 2018 13 h 42 UTC+02:00 | Angleterre | 26 - 12 (7-12) | France | Cape Town Stadium, Le Cap |
| 8 décembre 2018 13 h 42 UTC+02:00 |            |                |        | Cape Town Stadium, Le Cap |
| 8 décembre 2018 13 h 42 UTC+02:00 |            |                |        | Cape Town Stadium, Le Cap |

| 8 décembre 2018 16 h 41 UTC+02:00 | France | 19 - 12 (12-5) | Kenya | Cape Town Stadium, Le Cap |
| 8 décembre 2018 16 h 41 UTC+02:00 |        |                |       | Cape Town Stadium, Le Cap |
| 8 décembre 2018 16 h 41 UTC+02:00 |        |                |       | Cape Town Stadium, Le Cap |

| 8 décembre 2018 17 h 03 UTC+02:00 | Angleterre | 19 - 21 (7-14) | Fidji | Cape Town Stadium, Le Cap |
| 8 décembre 2018 17 h 03 UTC+02:00 |            |                |       | Cape Town Stadium, Le Cap |
| 8 décembre 2018 17 h 03 UTC+02:00 |            |                |       | Cape Town Stadium, Le Cap |

### Poule D
| Rang | Pays           | J | V | N | D | Pm | Pe | Diff | Pts |
| ---- | -------------- | - | - | - | - | -- | -- | ---- | --- |
| 1    | Australie      | 3 | 3 | 0 | 0 | 76 | 43 | +33  | 9   |
| 2    | Écosse         | 3 | 2 | 0 | 1 | 63 | 47 | +16  | 7   |
| 3    | Canada         | 3 | 1 | 0 | 2 | 57 | 57 | 0    | 5   |
| 4    | Pays de Galles | 3 | 0 | 0 | 3 | 28 | 77 | -49  | 3   |

| 8 décembre 2018 09 h 15 UTC+02:00 | Écosse | 21 - 14 (14-7) | Canada | Cape Town Stadium, Le Cap |
| 8 décembre 2018 09 h 15 UTC+02:00 |        |                |        | Cape Town Stadium, Le Cap |
| 8 décembre 2018 09 h 15 UTC+02:00 |        |                |        | Cape Town Stadium, Le Cap |

| 8 décembre 2018 09 h 37 UTC+02:00 | Australie | 21 - 14 (7-7) | Pays de Galles | Cape Town Stadium, Le Cap |
| 8 décembre 2018 09 h 37 UTC+02:00 |           |               |                | Cape Town Stadium, Le Cap |
| 8 décembre 2018 09 h 37 UTC+02:00 |           |               |                | Cape Town Stadium, Le Cap |

| 8 décembre 2018 12 h 36 UTC+02:00 | Écosse | 28 - 7 (14-0) | Pays de Galles | Cape Town Stadium, Le Cap |
| 8 décembre 2018 12 h 36 UTC+02:00 |        |               |                | Cape Town Stadium, Le Cap |
| 8 décembre 2018 12 h 36 UTC+02:00 |        |               |                | Cape Town Stadium, Le Cap |

| 8 décembre 2018 12 h 58 UTC+02:00 | Australie | 29 - 15 (24-0) | Canada | Cape Town Stadium, Le Cap |
| 8 décembre 2018 12 h 58 UTC+02:00 |           |                |        | Cape Town Stadium, Le Cap |
| 8 décembre 2018 12 h 58 UTC+02:00 |           |                |        | Cape Town Stadium, Le Cap |

| 8 décembre 2018 15 h 57 UTC+02:00 | Canada | 28 - 7 (14-7) | Pays de Galles | Cape Town Stadium, Le Cap |
| 8 décembre 2018 15 h 57 UTC+02:00 |        |               |                | Cape Town Stadium, Le Cap |
| 8 décembre 2018 15 h 57 UTC+02:00 |        |               |                | Cape Town Stadium, Le Cap |

| 8 décembre 2018 16 h 19 UTC+02:00 | Australie | 26 - 14 (19-7) | Écosse | Cape Town Stadium, Le Cap |
| 8 décembre 2018 16 h 19 UTC+02:00 |           |                |        | Cape Town Stadium, Le Cap |
| 8 décembre 2018 16 h 19 UTC+02:00 |           |                |        | Cape Town Stadium, Le Cap |

## Phase finale
Résultats de la phase finale.

### Tournois principaux

#### Cup
|  | Quarts de finale                    | Quarts de finale                    |                                     |                                     | Demi-finales                        | Demi-finales                        |    |  | Finale                              | Finale                              |
|  | Quarts de finale                    | Quarts de finale                    |                                     |                                     | Demi-finales                        | Demi-finales                        |    |  | Finale                              | Finale                              |
|  |                                     |                                     |                                     |                                     |                                     |                                     |    |  |                                     |                                     |
|  | 9 décembre 2018 - 11 h 04 UTC+02:00 | 9 décembre 2018 - 11 h 04 UTC+02:00 |                                     |                                     | 9 décembre 2018 - 15 h 34 UTC+02:00 | 9 décembre 2018 - 15 h 34 UTC+02:00 |    |  | 9 décembre 2018 - 18 h 44 UTC+02:00 | 9 décembre 2018 - 18 h 44 UTC+02:00 |
|  | 9 décembre 2018 - 11 h 04 UTC+02:00 | 9 décembre 2018 - 11 h 04 UTC+02:00 |                                     |                                     | 9 décembre 2018 - 15 h 34 UTC+02:00 | 9 décembre 2018 - 15 h 34 UTC+02:00 |    |  | 9 décembre 2018 - 18 h 44 UTC+02:00 | 9 décembre 2018 - 18 h 44 UTC+02:00 |
|  | Afrique du Sud                      | 21                                  |                                     |                                     | 9 décembre 2018 - 15 h 34 UTC+02:00 | 9 décembre 2018 - 15 h 34 UTC+02:00 |    |  | 9 décembre 2018 - 18 h 44 UTC+02:00 | 9 décembre 2018 - 18 h 44 UTC+02:00 |
|  | Afrique du Sud                      | 21                                  |                                     |                                     | 9 décembre 2018 - 15 h 34 UTC+02:00 | 9 décembre 2018 - 15 h 34 UTC+02:00 |    |  | 9 décembre 2018 - 18 h 44 UTC+02:00 | 9 décembre 2018 - 18 h 44 UTC+02:00 |
|  | Écosse                              | 12                                  |                                     |                                     | 9 décembre 2018 - 15 h 34 UTC+02:00 | 9 décembre 2018 - 15 h 34 UTC+02:00 |    |  | 9 décembre 2018 - 18 h 44 UTC+02:00 | 9 décembre 2018 - 18 h 44 UTC+02:00 |
|  | Écosse                              | 12                                  | Afrique du Sud                      | 12                                  |                                     |                                     |    |  | 9 décembre 2018 - 18 h 44 UTC+02:00 | 9 décembre 2018 - 18 h 44 UTC+02:00 |
|  | 9 décembre 2018 - 11 h 26 UTC+02:00 |                                     | Afrique du Sud                      | 12                                  |                                     |                                     |    |  | 9 décembre 2018 - 18 h 44 UTC+02:00 | 9 décembre 2018 - 18 h 44 UTC+02:00 |
|  |                                     | Fidji                               | 17                                  |                                     |                                     |                                     |    |  | 9 décembre 2018 - 18 h 44 UTC+02:00 | 9 décembre 2018 - 18 h 44 UTC+02:00 |
|  | Fidji                               | Fidji                               | 17                                  | 46                                  |                                     |                                     |    |  | 9 décembre 2018 - 18 h 44 UTC+02:00 | 9 décembre 2018 - 18 h 44 UTC+02:00 |
|  | Fidji                               |                                     |                                     | 46                                  |                                     |                                     |    |  | 9 décembre 2018 - 18 h 44 UTC+02:00 | 9 décembre 2018 - 18 h 44 UTC+02:00 |
|  | Espagne                             | 7                                   |                                     |                                     |                                     |                                     |    |  | 9 décembre 2018 - 18 h 44 UTC+02:00 | 9 décembre 2018 - 18 h 44 UTC+02:00 |
|  | Espagne                             | 7                                   | Fidji                               | 29                                  |                                     |                                     |    |  |                                     |                                     |
|  | 9 décembre 2018 - 11 h 48 UTC+02:00 |                                     | Fidji                               | 29                                  |                                     |                                     |    |  |                                     |                                     |
|  |                                     | États-Unis                          | 15                                  |                                     |                                     |                                     |    |  |                                     |                                     |
|  | Australie                           | États-Unis                          | 15                                  | 15                                  |                                     |                                     |    |  |                                     |                                     |
|  | Australie                           | 9 décembre 2018 - 15 h 56 UTC+02:00 |                                     | 15                                  |                                     |                                     |    |  |                                     |                                     |
|  | Nouvelle-Zélande                    | 28                                  |                                     |                                     |                                     |                                     |    |  |                                     |                                     |
|  | Nouvelle-Zélande                    | 28                                  | Nouvelle-Zélande                    | 12                                  |                                     |                                     |    |  |                                     |                                     |
|  | 9 décembre 2018 - 12 h 10 UTC+02:00 | 9 décembre 2018 - 12 h 10 UTC+02:00 | Nouvelle-Zélande                    | 12                                  | Match pour la 3e place              | Match pour la 3e place              |    |  |                                     |                                     |
|  | 9 décembre 2018 - 12 h 10 UTC+02:00 | 9 décembre 2018 - 12 h 10 UTC+02:00 |                                     | États-Unis                          | Match pour la 3e place              | Match pour la 3e place              | 31 |  |                                     |                                     |
|  | États-Unis                          | 19                                  | 9 décembre 2018 - 18 h 18 UTC+02:00 | 9 décembre 2018 - 18 h 18 UTC+02:00 |                                     |                                     | 31 |  |                                     |                                     |
|  | États-Unis                          | 19                                  | 9 décembre 2018 - 18 h 18 UTC+02:00 | 9 décembre 2018 - 18 h 18 UTC+02:00 |                                     |                                     |    |  |                                     |                                     |
|  | Angleterre                          | 12                                  |                                     | Afrique du Sud                      | 10                                  |                                     |    |  |                                     |                                     |
|  | Angleterre                          | 12                                  |                                     | Afrique du Sud                      | 10                                  |                                     |    |  |                                     |                                     |
|  |                                     |                                     |                                     |                                     |                                     |                                     |    |  | Nouvelle-Zélande                    | 5                                   |
|  |                                     |                                     |                                     |                                     |                                     |                                     |    |  | Nouvelle-Zélande                    | 5                                   |

Finale (Cup)
| 9 décembre 2018 | Fidji | 29 - 15 (17-0) | États-Unis                                                                                | Cape Town Stadium, Le Cap Arbitre : James Doleman |
| 9 décembre 2018 | Essai(s) : Nasoko (en) (3e, 13e), Botitu (6e, 9e), Mocenacagi (en) (8e) Transformation(s) : Botitu (7e), Ravouvou (13e) |                | Essai(s) : Pinkelman (11e, 14e), Isles (16e) · Carton(s) jaune(s) : Niua (en) 12e à 14e · | Cape Town Stadium, Le Cap Arbitre : James Doleman |
| 9 décembre 2018 | |                |                                                                                           | Cape Town Stadium, Le Cap Arbitre : James Doleman |

#### Challenge Trophy
|  | Quarts de finale                    | Quarts de finale                    |        |    | Demi-finales                        | Demi-finales                        |  |  | Finale                               | Finale                               |
|  | Quarts de finale                    | Quarts de finale                    |        |    | Demi-finales                        | Demi-finales                        |  |  | Finale                               | Finale                               |
|  |                                     |                                     |        |    |                                     |                                     |  |  |                                      |                                      |
|  | 9 décembre 2018 - 09 h 36 UTC+02:00 | 9 décembre 2018 - 09 h 36 UTC+02:00 |        |    | 9 décembre 2018 - 13 h 41 UTC+02:00 | 9 décembre 2018 - 13 h 41 UTC+02:00 |  |  | 10 décembre 2017 - 17 h 05 UTC+02:00 | 10 décembre 2017 - 17 h 05 UTC+02:00 |
|  | 9 décembre 2018 - 09 h 36 UTC+02:00 | 9 décembre 2018 - 09 h 36 UTC+02:00 |        |    | 9 décembre 2018 - 13 h 41 UTC+02:00 | 9 décembre 2018 - 13 h 41 UTC+02:00 |  |  | 10 décembre 2017 - 17 h 05 UTC+02:00 | 10 décembre 2017 - 17 h 05 UTC+02:00 |
|  | Samoa                               | 31                                  |        |    | 9 décembre 2018 - 13 h 41 UTC+02:00 | 9 décembre 2018 - 13 h 41 UTC+02:00 |  |  | 10 décembre 2017 - 17 h 05 UTC+02:00 | 10 décembre 2017 - 17 h 05 UTC+02:00 |
|  | Samoa                               | 31                                  |        |    | 9 décembre 2018 - 13 h 41 UTC+02:00 | 9 décembre 2018 - 13 h 41 UTC+02:00 |  |  | 10 décembre 2017 - 17 h 05 UTC+02:00 | 10 décembre 2017 - 17 h 05 UTC+02:00 |
|  | Pays de Galles                      | 26                                  |        |    | 9 décembre 2018 - 13 h 41 UTC+02:00 | 9 décembre 2018 - 13 h 41 UTC+02:00 |  |  | 10 décembre 2017 - 17 h 05 UTC+02:00 | 10 décembre 2017 - 17 h 05 UTC+02:00 |
|  | Pays de Galles                      | 26                                  | Samoa  | 31 |                                     |                                     |  |  | 10 décembre 2017 - 17 h 05 UTC+02:00 | 10 décembre 2017 - 17 h 05 UTC+02:00 |
|  | 9 décembre 2018 - 09 h 58 UTC+02:00 |                                     | Samoa  | 31 |                                     |                                     |  |  | 10 décembre 2017 - 17 h 05 UTC+02:00 | 10 décembre 2017 - 17 h 05 UTC+02:00 |
|  |                                     | France                              | 7      |    |                                     |                                     |  |  | 10 décembre 2017 - 17 h 05 UTC+02:00 | 10 décembre 2017 - 17 h 05 UTC+02:00 |
|  | France                              | France                              | 7      | 31 |                                     |                                     |  |  | 10 décembre 2017 - 17 h 05 UTC+02:00 | 10 décembre 2017 - 17 h 05 UTC+02:00 |
|  | France                              |                                     |        | 31 |                                     |                                     |  |  | 10 décembre 2017 - 17 h 05 UTC+02:00 | 10 décembre 2017 - 17 h 05 UTC+02:00 |
|  | Japon                               | 0                                   |        |    |                                     |                                     |  |  | 10 décembre 2017 - 17 h 05 UTC+02:00 | 10 décembre 2017 - 17 h 05 UTC+02:00 |
|  | Japon                               | 0                                   | Samoa  | 14 |                                     |                                     |  |  |                                      |                                      |
|  | 9 décembre 2018 - 10 h 20 UTC+02:00 |                                     | Samoa  | 14 |                                     |                                     |  |  |                                      |                                      |
|  |                                     | Argentine                           | 38     |    |                                     |                                     |  |  |                                      |                                      |
|  | Canada                              | Argentine                           | 38     | 28 |                                     |                                     |  |  |                                      |                                      |
|  | Canada                              | 9 décembre 2018 - 14 h 03 UTC+02:00 |        | 28 |                                     |                                     |  |  |                                      |                                      |
|  | Zimbabwe                            | 24                                  |        |    |                                     |                                     |  |  |                                      |                                      |
|  | Zimbabwe                            | 24                                  | Canada | 14 |                                     |                                     |  |  |                                      |                                      |
|  | 9 décembre 2018 - 10 h 42 UTC+02:00 |                                     | Canada | 14 |                                     |                                     |  |  |                                      |                                      |
|  |                                     | Argentine                           | 24     |    |                                     |                                     |  |  |                                      |                                      |
|  | Argentine                           | Argentine                           | 24     | 34 |                                     |                                     |  |  |                                      |                                      |
|  | Argentine                           |                                     |        | 34 |                                     |                                     |  |  |                                      |                                      |
|  | Kenya                               | 31                                  |        |    |                                     |                                     |  |  |                                      |                                      |
|  | Kenya                               | 31                                  |        |    |                                     |                                     |  |  |                                      |                                      |

### Matchs de classement

#### Challenge 5e place
|  | Demi-finales                        | Demi-finales                        |         |    | Finale                              | Finale                              |
|  | Demi-finales                        | Demi-finales                        |         |    | Finale                              | Finale                              |
|  |                                     |                                     |         |    |                                     |                                     |
|  | 9 décembre 2018 - 14 h 50 UTC+02:00 | 9 décembre 2018 - 14 h 50 UTC+02:00 |         |    | 9 décembre 2018 - 17 h 36 UTC+02:00 | 9 décembre 2018 - 17 h 36 UTC+02:00 |
|  | 9 décembre 2018 - 14 h 50 UTC+02:00 | 9 décembre 2018 - 14 h 50 UTC+02:00 |         |    | 9 décembre 2018 - 17 h 36 UTC+02:00 | 9 décembre 2018 - 17 h 36 UTC+02:00 |
|  | Écosse                              | 7                                   |         |    | 9 décembre 2018 - 17 h 36 UTC+02:00 | 9 décembre 2018 - 17 h 36 UTC+02:00 |
|  | Écosse                              | 7                                   |         |    | 9 décembre 2018 - 17 h 36 UTC+02:00 | 9 décembre 2018 - 17 h 36 UTC+02:00 |
|  | Espagne                             | 12                                  |         |    | 9 décembre 2018 - 17 h 36 UTC+02:00 | 9 décembre 2018 - 17 h 36 UTC+02:00 |
|  | Espagne                             | 12                                  | Espagne | 7  |                                     |                                     |
|  | 9 décembre 2018 - 15 h 12 UTC+02:00 |                                     | Espagne | 7  |                                     |                                     |
|  |                                     | Angleterre                          | 14      |    |                                     |                                     |
|  | Australie                           | Angleterre                          | 14      | 21 |                                     |                                     |
|  | Australie                           |                                     |         | 21 |                                     |                                     |
|  | Angleterre                          | 24                                  |         |    |                                     |                                     |
|  | Angleterre                          | 24                                  |         |    |                                     |                                     |

#### Challenge 13e place
|  | Demi-finales                        | Demi-finales                        |                |    | Finale                              | Finale                              |
|  | Demi-finales                        | Demi-finales                        |                |    | Finale                              | Finale                              |
|  |                                     |                                     |                |    |                                     |                                     |
|  | 9 décembre 2018 - 12 h 57 UTC+02:00 | 9 décembre 2018 - 12 h 57 UTC+02:00 |                |    | 9 décembre 2018 - 16 h 43 UTC+02:00 | 9 décembre 2018 - 16 h 43 UTC+02:00 |
|  | 9 décembre 2018 - 12 h 57 UTC+02:00 | 9 décembre 2018 - 12 h 57 UTC+02:00 |                |    | 9 décembre 2018 - 16 h 43 UTC+02:00 | 9 décembre 2018 - 16 h 43 UTC+02:00 |
|  | Pays de Galles                      | 28                                  |                |    | 9 décembre 2018 - 16 h 43 UTC+02:00 | 9 décembre 2018 - 16 h 43 UTC+02:00 |
|  | Pays de Galles                      | 28                                  |                |    | 9 décembre 2018 - 16 h 43 UTC+02:00 | 9 décembre 2018 - 16 h 43 UTC+02:00 |
|  | Japon                               | 7                                   |                |    | 9 décembre 2018 - 16 h 43 UTC+02:00 | 9 décembre 2018 - 16 h 43 UTC+02:00 |
|  | Japon                               | 7                                   | Pays de Galles | 26 |                                     |                                     |
|  | 9 décembre 2018 - 13 h 19 UTC+02:00 |                                     | Pays de Galles | 26 |                                     |                                     |
|  |                                     | Kenya                               | 33             |    |                                     |                                     |
|  | Zimbabwe                            | Kenya                               | 33             | 19 |                                     |                                     |
|  | Zimbabwe                            |                                     |                | 19 |                                     |                                     |
|  | Kenya                               | 31                                  |                |    |                                     |                                     |
|  | Kenya                               | 31                                  |                |    |                                     |                                     |

## Bilan
Statistiques sportives
- Meilleur(s) marqueur(s) d'essais du tournoi :  Franco Sábato (en) (7 essais)
- Meilleur(s) réalisateur(s) du tournoi :  Francisco Hernández (en) (45 points)
- Impact Player[7] :  Alamanda Motuga
- Meilleur joueur de la finale[8] :  Vilimoni Botitu

- Équipe type :

| Avants                                            | Trois-quarts                                                       |
| ------------------------------------------------- | ------------------------------------------------------------------ |
| Kalione Nasoko (en) David Afamasaga Danny Barrett | Alosio Naduva (en) Madison Hughes Sione Molia (en) Roscko Speckman |